# Ras Algethi
Ras Algethi (α Her / α Herculis / Alpha Herculis) è una stella multipla situata nella costellazione di Ercole e distante 351 anni luce dal sistema solare. È conosciuta anche come Rasalgethi (dall'arabo رأس الجاثي ra's al-jaθiyy, Testa dell'Inginocchiato) o, secondo la nomenclatura di Flamsteed, 64 Herculis, mentre in Cina è conosciuta come Ti Tso, "il posto dell'Imperatore", oppure anche come Tsin.

## Osservazione
Si tratta di una stella situata nell'emisfero celeste boreale; è posta nella parte meridionale della costellazione di Ercole, al confine con quella dell'Ofiuco, e grazie alla sua posizione non fortemente boreale, può essere osservata dalla gran parte delle regioni della Terra, sebbene gli osservatori dell'emisfero nord siano più avvantaggiati. Nei pressi del circolo polare artico appare circumpolare, mentre resta sempre invisibile solo in prossimità dell'Antartide. Essendo di magnitudine 3,5 la si può osservare anche dai piccoli centri urbani senza difficoltà, sebbene un cielo non eccessivamente inquinato sia maggiormente indicato per la sua individuazione.
Il periodo migliore per la sua osservazione nel cielo serale ricade nei mesi compresi fra maggio e settembre; da entrambi gli emisferi il periodo di visibilità rimane indicativamente lo stesso, grazie alla posizione della stella non lontana dall'equatore celeste.

## Caratteristiche del sistema
Visto al telescopio questo sistema è risolto in due componenti designate α1 e α2. Le due componenti distano l'una dall'altra 550 unità astronomiche ed orbitano l'una intorno all'altra in un periodo di circa 3600 anni. α1 è una stella gigante luminosa  di colore rosso. α2 è inoltre un sistema doppio le cui componenti sono una gigante gialla ed una nana bianco-gialla che ruotano attorno al comune centro di massa in 52 giorni, separate mediamente da 0,4 UA. Le componenti di questo sistema multiplo sono talvolta denominate rispettivamente α Herculis A, Ba e Bb. Studi interferometrici hanno inoltre scoperto altre due compagne molto vicine a α Herculis A; una è stata risolta in qualche occasione ed è separata da 0,02 secondi d'arco dalla gigante, mentre l'altra ha un periodo orbitale di 10 anni, per cui Ras Algethi è in definitiva un sistema stellare almeno quintuplo.
Il diametro angolare della gigante rossa α1 è stato misurato con un interferometro in 34 ± 0,8 milliarcosecondi, o 0,034 arcosecondi. Ad una distanza stimata di 120 parsec corrisponde un raggio di circa 280 milioni di chilometri, 400 volte più grande del Sole, anche se misure più recenti indicano una distanza inferiore e quindi un raggio leggermente inferiore. Se la stella fosse posta al centro del sistema solare, si estenderebbe oltre l'orbita di marte, non lontana dalla cintura di asteroidi principale. Possiede una massa 2,15 volte quella solare, e da essa si espande una nube di gas che si estende per circa 90 unità astronomiche. La sua luminosità è 475 volte quella del Sole in luce visibile, quella cioè che percepisce l'occhio umano, ma considerando la radiazione infrarossa che una stella così "fredda" emette, arriva ad essere 10.000 volte più luminosa del Sole. Rasal Algethi A è anche una variabile semiregolare, con la magnitudine che varia da 3,1 a 3,9 in periodi che vanno da alcuni mesi a svariati anni, con il periodo principale di 1343 giorni.
La stella si trova nella parte bassa della costellazione. Il nome tradizionale "Testa"  proviene dal fatto che in antichità Ercole era dipinto a testa in giù nelle carte celesti.